# Bond van Sovjetschrijvers

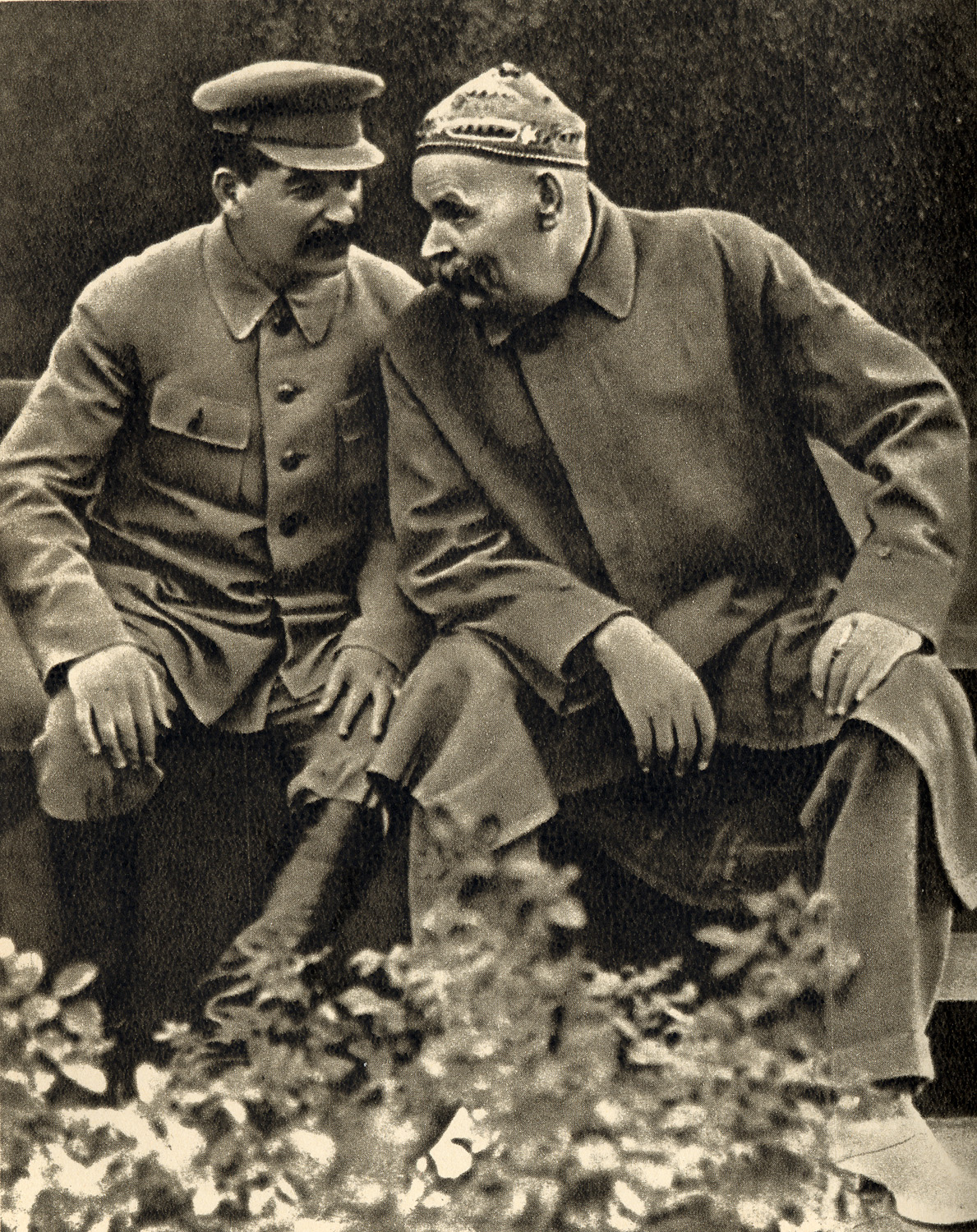
Jozef Stalin en Maxim Gorki in 1931

De Bond van Sovjetschrijvers (Russisch: Союз писателей СССР; Sojoez pisatelej SSSR) was een bond voor professionele schrijvers in de Sovjet-Unie. De bond werd onder Stalin in 1932 opgericht door het Centraal Comité van de Communistische Partij van de Sovjet-Unie.

## Geschiedenis
Het doel van de bond was partij- en staatscontrole binnen de literatuur. Voor de schrijvers was het lidmaatschap zo goed als verplicht, want niet-leden konden hun werk vrijwel nergens meer publiceren. Dit betekende dat de bond bepaalde schrijvers kon uitsluiten en zo hun publicaties kon stoppen. Schrijvers kregen voorwaarden opgelegd waar hun werk aan moest voldoen, waarbij de norm bepaald werd door het 'socialistisch realisme'. Ze moesten de toekomst als het heden afschilderen, verhalen waarin alle beloften aan het volk zijn waargemaakt. Hun werd een belangrijke functie toegekend, Stalin zag ze als ‘ingenieurs van de menselijke ziel’. Maar het schrijven over andere dingen dan het Vaderland, Stalin en het communisme werd afgedaan als ‘filosofisch idealisme’ of burgerlijk individualisme. Dit strakke ‘kunstkorset’ leverde maar weinig literaire hoogstandjes op. Veel gerenommeerde schrijvers hielden gewoon op met schrijven, of emigreerden. 
Na de val van de Sovjet-Unie werd de bond gesplitst in aparte bonden voor elke oud-Sovjetstaat. Het Russische deel werd omgedoopt in "De Bond van Russische Schrijvers”.

## Voorzitters
- 1934–36: Maksim Gorki
- 1936–38: Wladimir Stavski
- 1938–44: Aleksandr Fadejev
- 1944–46: Nikolaj Tichonov
- 1946–54: Aleksandr Fadejev
- 1954–59: Alexei Surkov
- 1959–77: Konstantin Fedin
- 1977–86: Georgi Markov
- 1986–91: Vladimir Karpov